# Staro Hopovoklostret
Staro Hopovoklostret (serbisk kyrilliska: Манастир Старо Хопово; latinska: Manastir Staro Hopovo; kyrkslaviska: Монасты́рь Старо-Хопово), också kallat Gamla klostret, är ett serbisk-ortodoxt kloster beläget på en liten platå på den östra delen av berget Fruška Gora i provinsen Vojvodina, i norra Serbien.
Staro Hopovoklostret är ett av de minsta och mest isolerade klostren på Fruška Gora. Det tillhör Srems stift.

## Historik

### Ursprungliga klosterkyrkan
Enligt legenden byggdes Staro Hopovoklostret av Đorđe Branković mellan åren 1496 och 1502. I historiska källor nämndes klostret för första gången i osmanska skrifter i mitten av 1500-talet, medan det nämndes lite tidigare i serbiska.
Klostrets ursprungliga kyrka var helgad åt Sankt Nikolaus, som var gjord av trä och förstördes i en jordbävning 1751.

### Nuvarande klosterkyrkan
Den nuvarande kyrkan började att byggas 1752 och stod klar 1756. Den är helgad åt Sankt Pantaleon och invigdes 1760.
Under andra världskriget blev kyrkan allvarligt skadad och ikonostasen blev delvis bränd.
Den första liturgin sedan andra världskriget firades i kyrkan på midsommardagen 2006.

#### Restaureringar/renoveringar
- 1957 påbörjades restaureringar av kyrkan, då den täcktes med återvunna takpannor.[5]

- Mellan 2001 och 2006 genomgick kyrkan renoveringar.[5]

- Under de senaste två decennierna (2022) har kyrkan genomgått renoveringar, vilket innebar att den fick nyare och fräschare utseende.[1]

#### Klocktornet
Klocktornet byggdes mellan 2008 och 2011.

## Klosterkyrkan
- Staro Hopovoklostret är gjort av huggen sten och tegel.[1]

- Inuti finns en snidad ikonostas från den andra halvan av 1700-talet, som gjordes av Thomas Firtler. Under första halvan av 1800-talet förgylldes den. Man tror också att en del av dess ikoner målades av Jefrem Isajlović.[3]
- Väggmålningarna tillverkades av Borislav och Marija Živković på bekostnad av Stojko Draganić från Novi Sad.[3][5]

## Övrigt
Ungefär två kilometer nordost från Staro Hopovoklostret finns Novo Hopovoklostret.

## Bilder

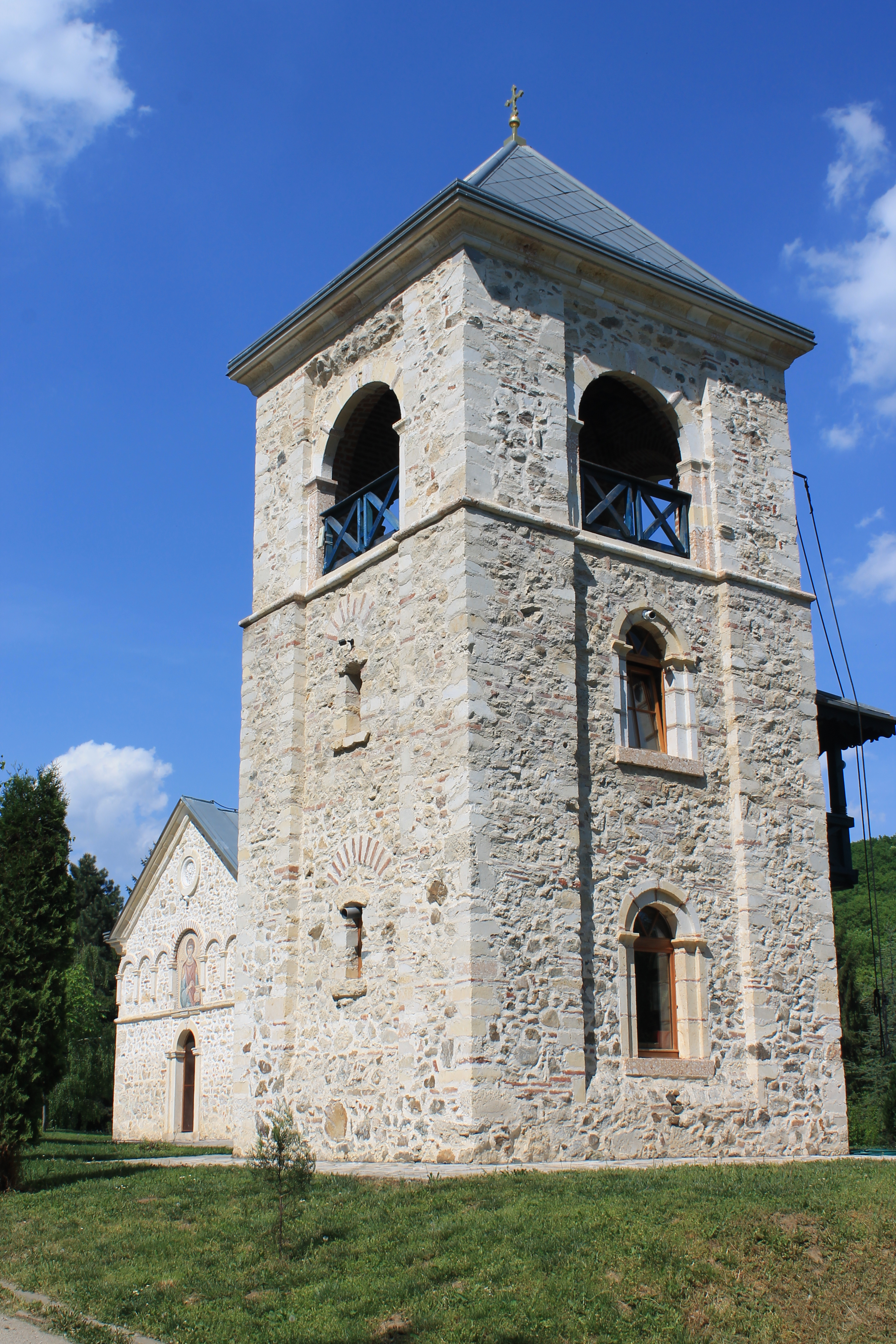
Närmare bild på klocktornet.
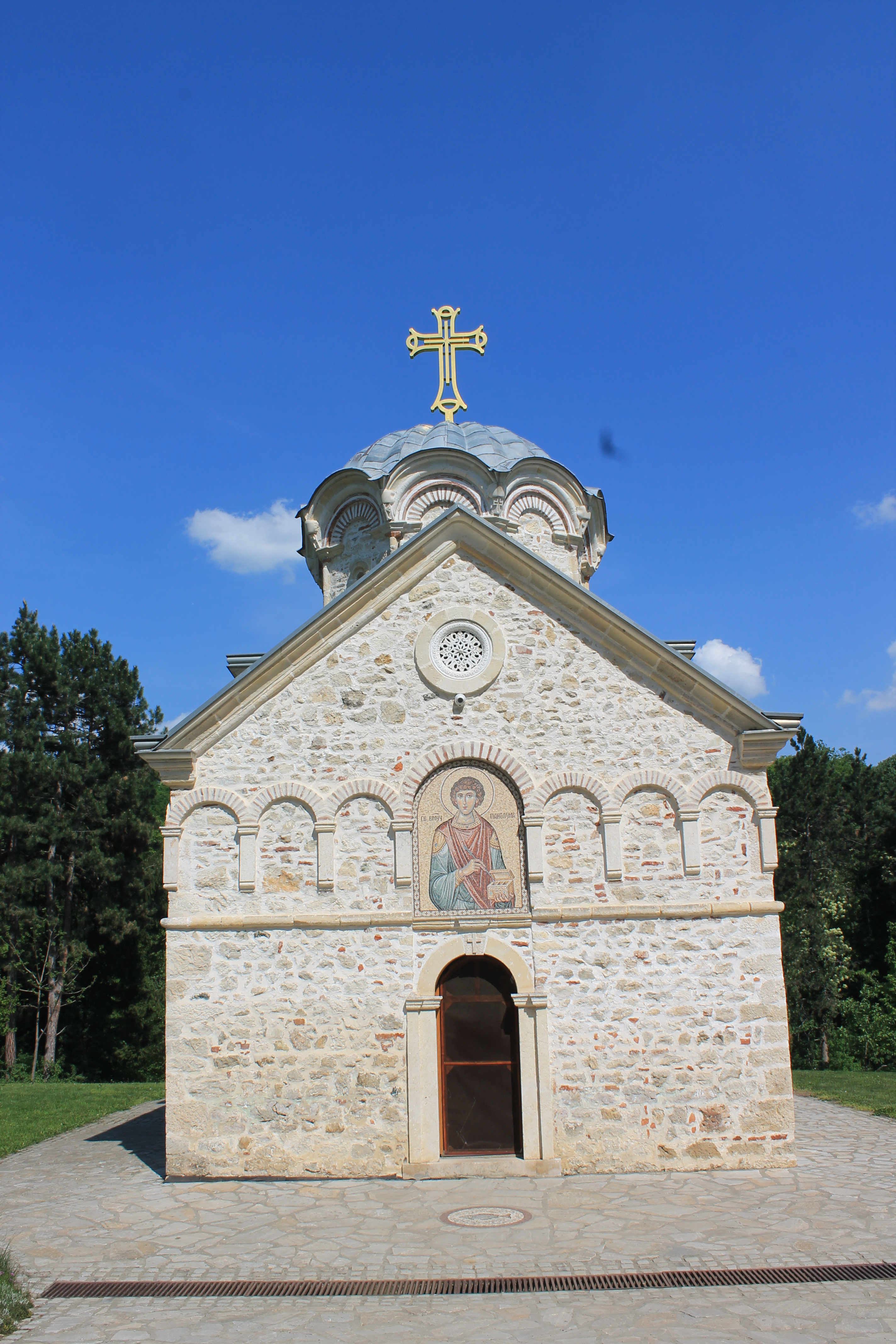
Framsidan.
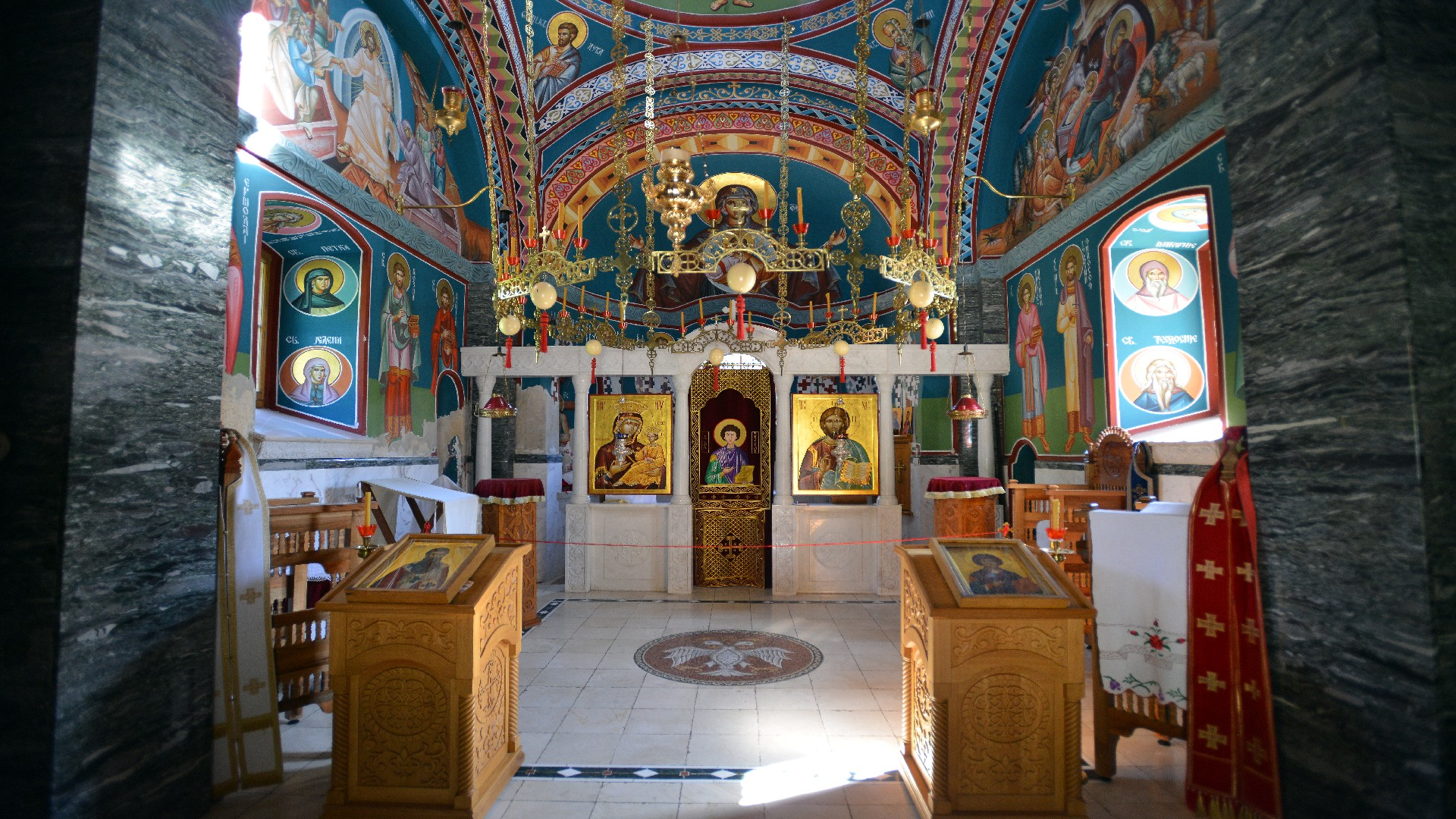
Klostrets interiör mot ikonostasen.
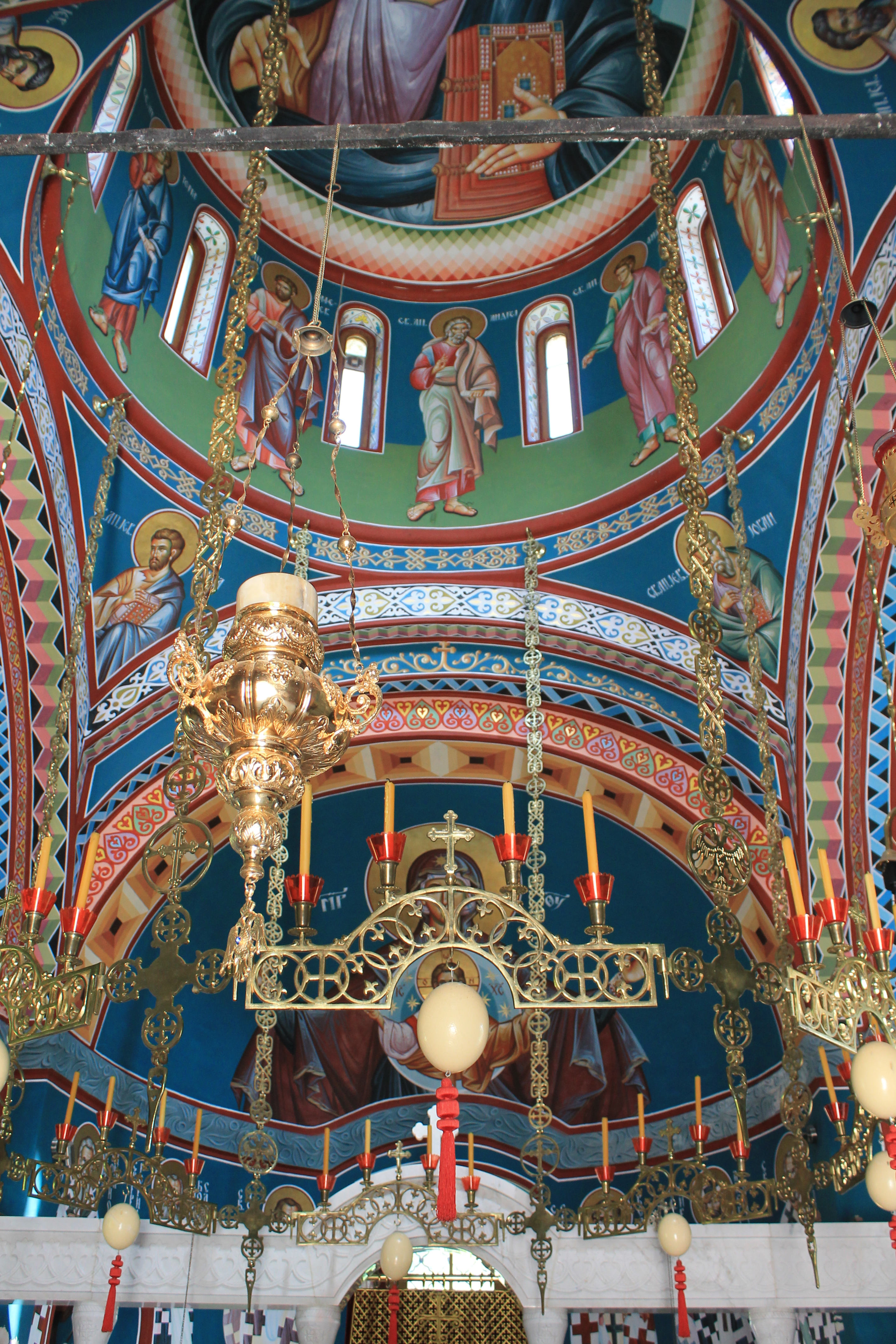
Interiören.
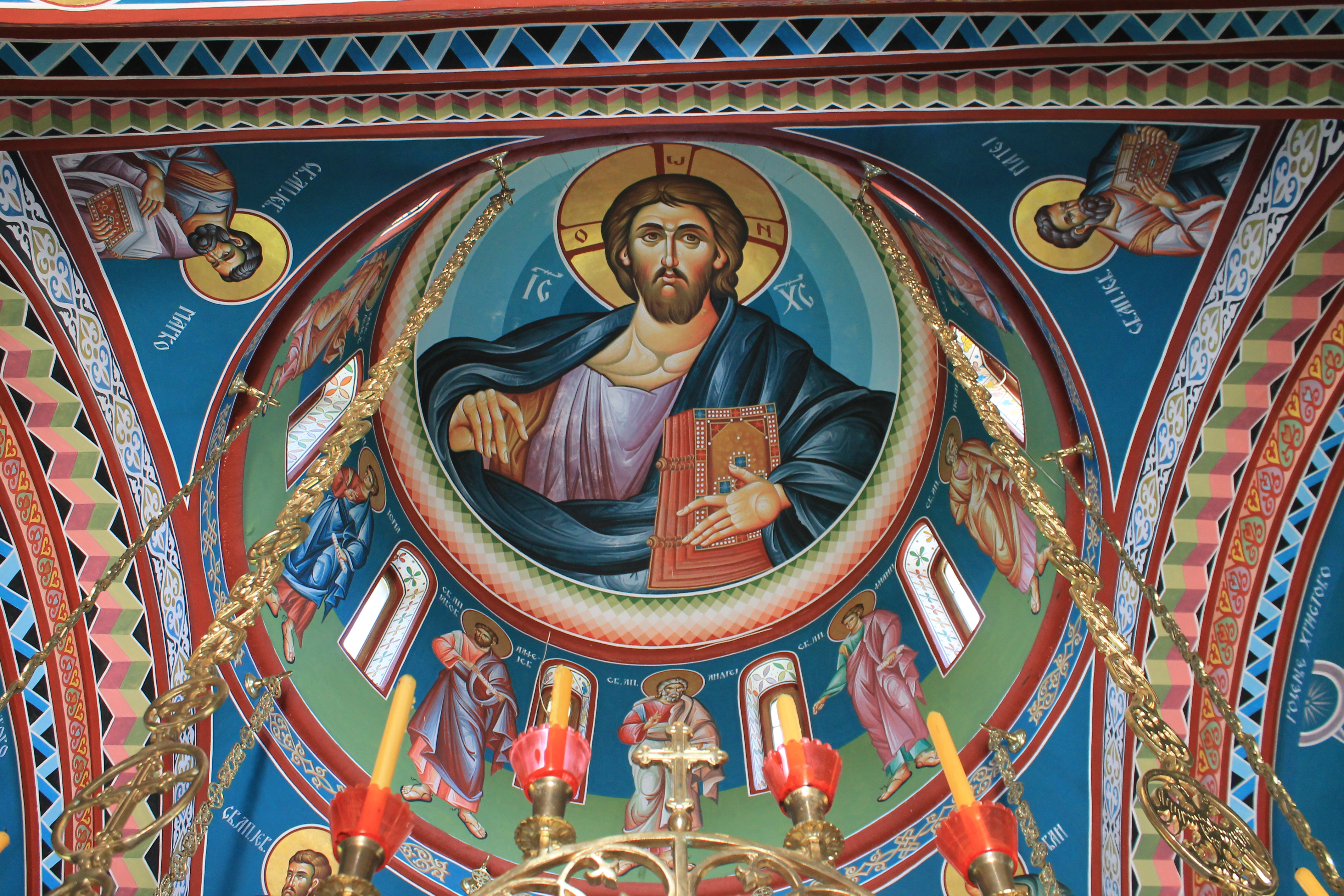
Kupolen inifrån, där Jesus Kristus Pantokrator är avbildad.
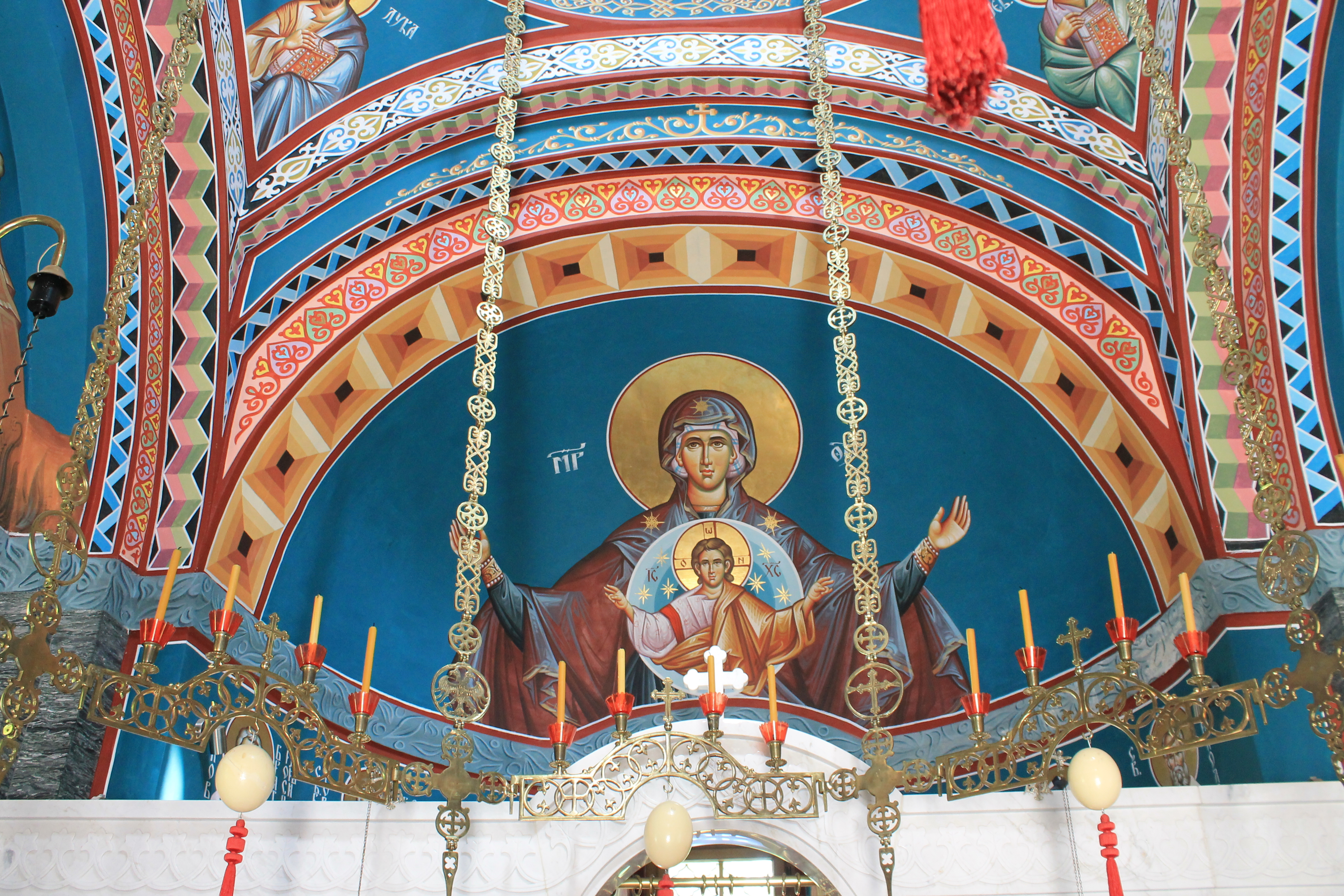
Pantokrator föreställande Jungfru Maria med Jesusbarnet.
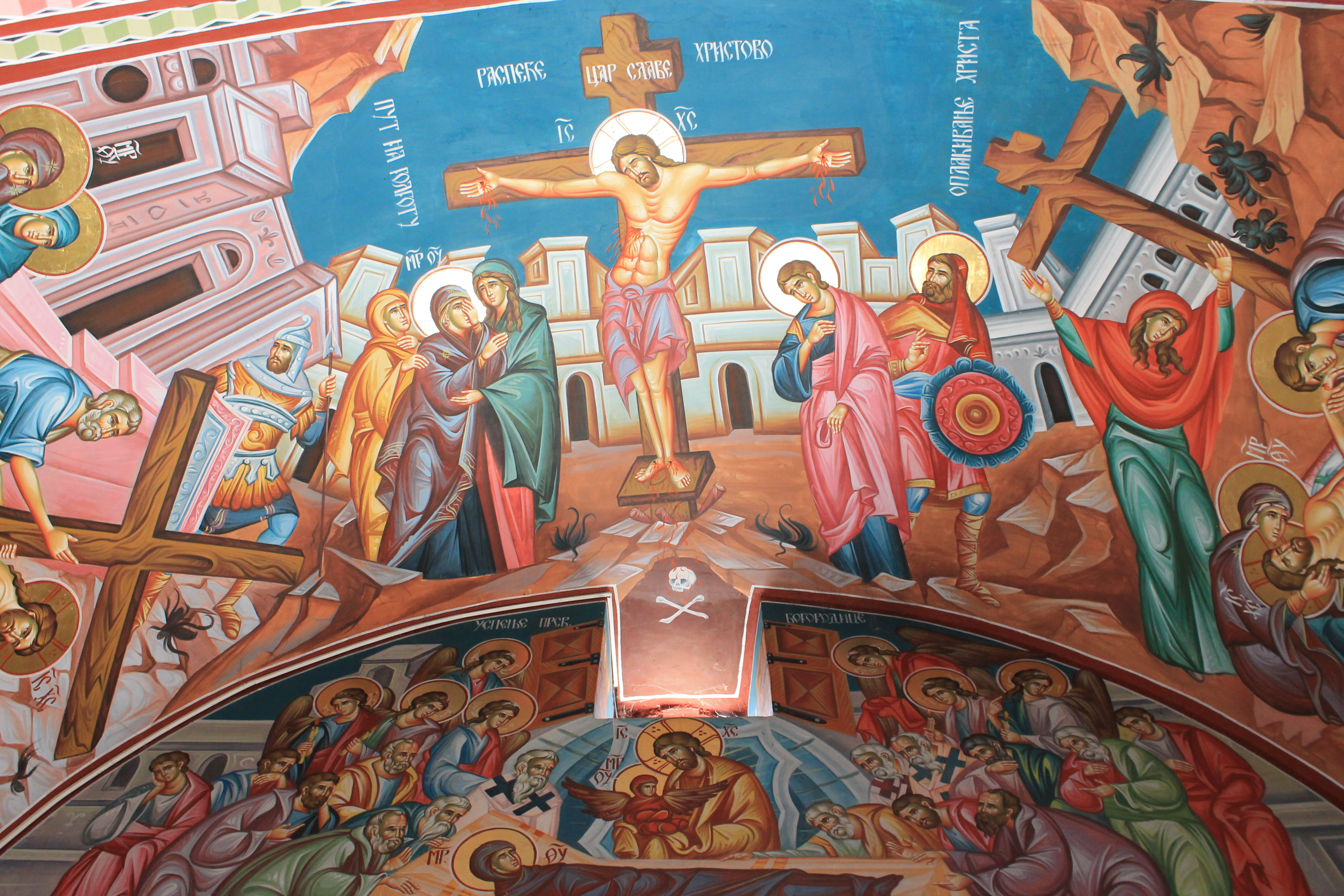
Väggmålning föreställande Jesu korsfästelse.
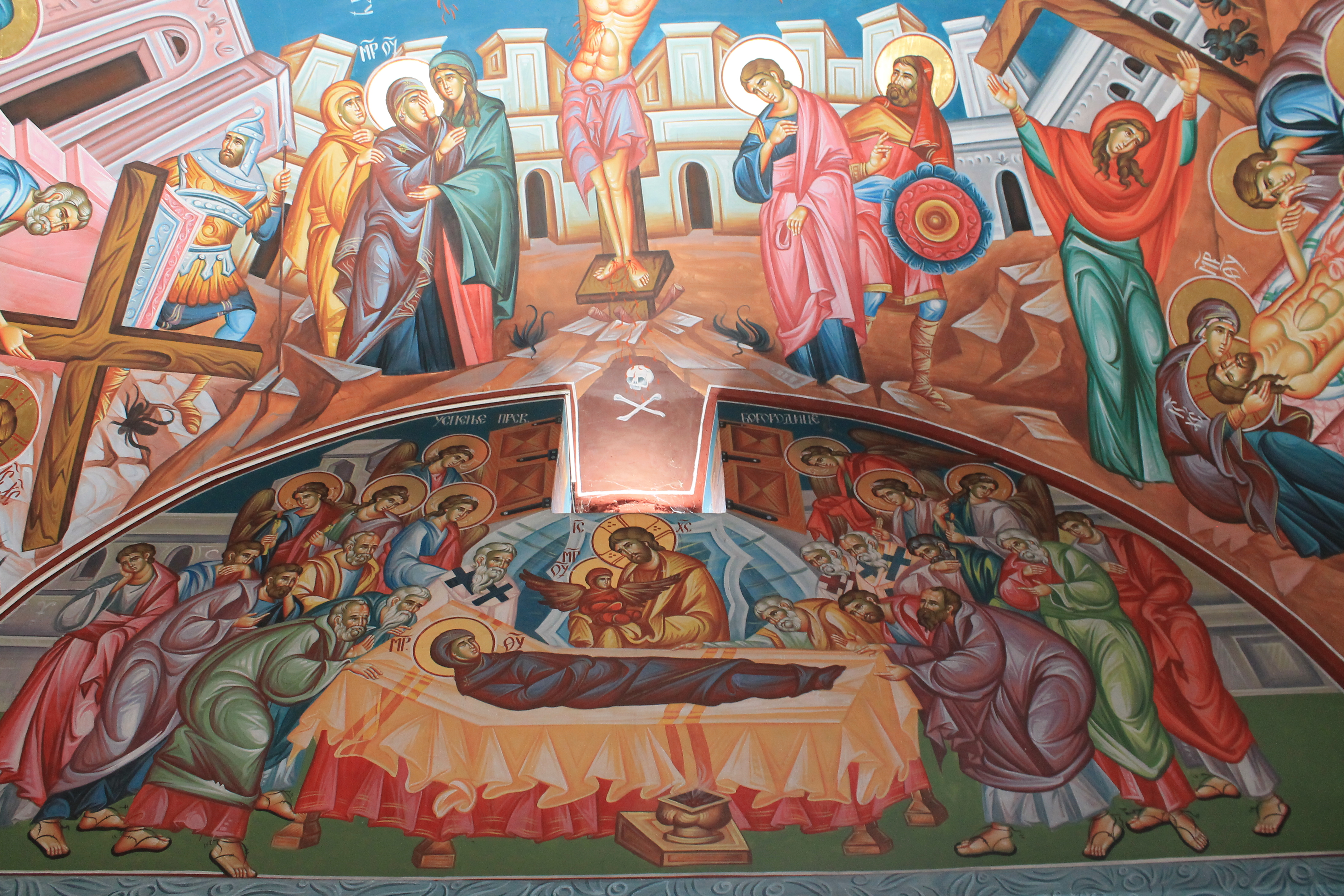
Väggmålning föreställande Guds moders avsomnande.
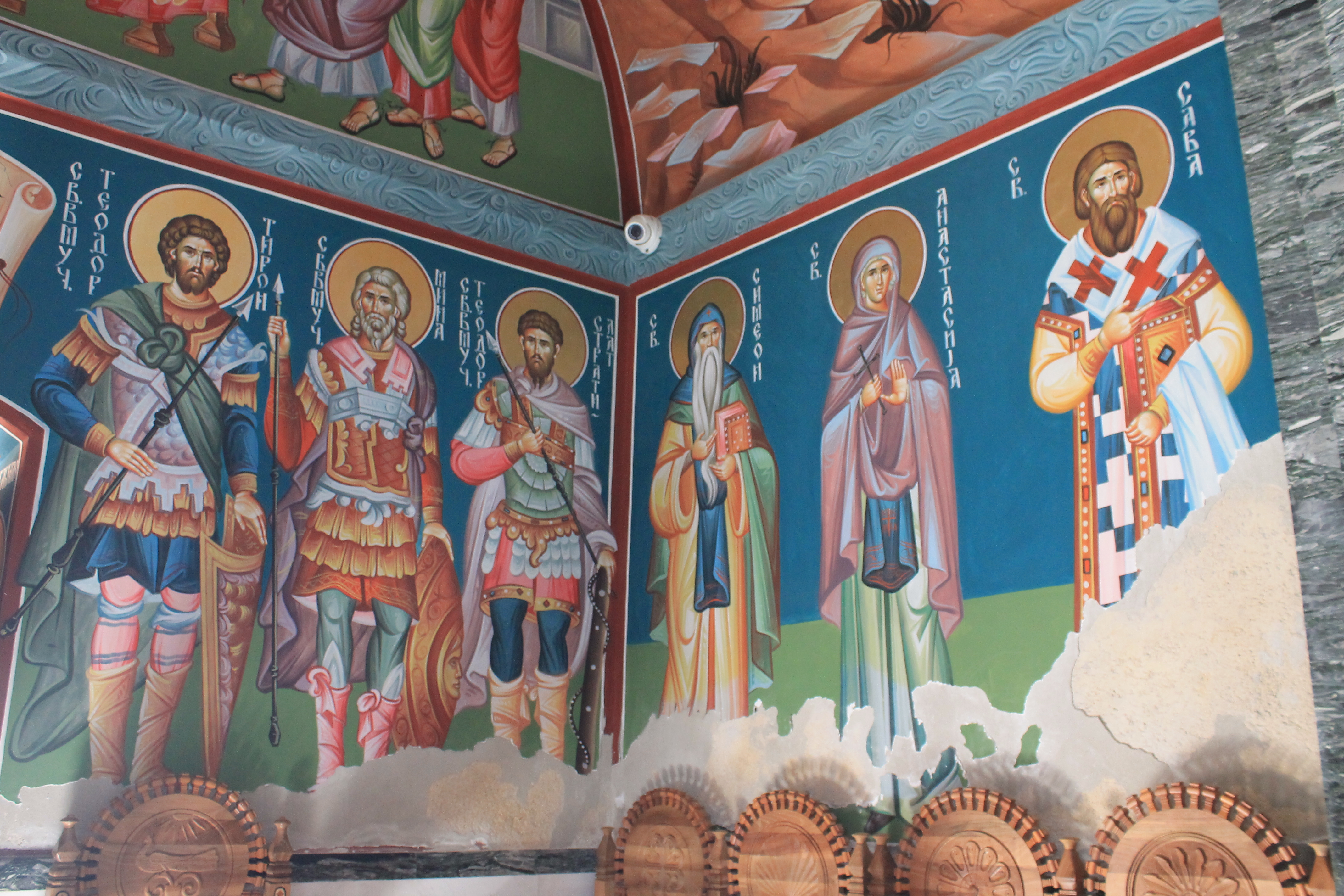
Väggmålning.